# Everybody's Doing It
Everybody's Doing It er en amerikansk stumfilm fra 1916 af Tod Browning.

## Medvirkende
- Howard Gaye.
- Tully Marshall.
- Violet Radcliffe.
- Georgie Stone.
- Lilian Webster.